# James Haldane Stewart

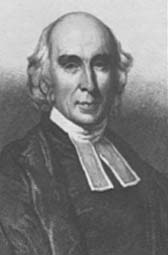
James Haldane Stewart

James Haldane Stewart (Boston (Massachusetts), 23 december 1776 - Limpsfield (Surrey), 22 oktober 1854) was een Amerikaans-Britse anglicaanse priester. Van 1820 tot 1830 was hij de initiator van een wereldwijde gebedsbeweging om hernieuwde kracht van de Heilige Geest in de kerk.

## Jeugd en opleiding
Hij was de derde zoon van Duncan Stewart en Anne Erving, en was gehuwd met Mary Dale (dochter van David Dale). Stewart volgde in eerste instantie een opleiding rechten, maar werd in 1802 bekeerd na contacten met de Anglicaanse priesters William Marsh and Thomas Tyndale. Nadat hij in 1810 zijn master of arts haalde, werd hij geordineerd en benoemd tot hulppredikant van Ashampstead in Berkshire. Van 1812 tot 1828 fungeerde hij als priester van de Percy Chapel in de Londense Percy Street.

## Gebedsbeweging
Wegens zijn zwakke gezondheid kwam Stewart in 1817 tot het besluit de verantwoordelijkheid voor zijn parochie tijdelijk over te dragen, zodat hij enige tijd op het Europese vasteland kon verblijven. Tijdens een verblijf te Nice verzamelde hij in 1820 een aantal mede-christenen om zich heen met het doel samen te bidden om vervulling met de kracht van de Heilige Geest. Vanaf september 1820 hield hij in zijn eigen gemeente een serie van acht lezingen over het ambt en de werking van de Heilige Geest. Datzelfde jaar publiceerde hij zijn Hints for the General Union of Christians for the Outpouring of the Spirit. Zijn activiteiten leidden gedurende de volgende tien jaar tot een wereldwijde gebedsbeweging. Er werden gelovigen in Engeland, Schotland en Ierland bereikt, maar ook daarbuiten. Bovendien kwamen er ook een paar exemplaren van Stewarts boek in Boston (Verenigde Staten) terecht, waar het verder werd vermenigvuldigd en verspreid.  

## Albury conferenties
Aan het eind van de jaren 1820 bezocht Stewart de Albury conferenties op het gelijknamige landgoed van Henry Drummond, waar onder meer ook Edward Irving en Lewis Way aan deelnamen. Ook hier riep hij op tot bidstonden, het zou mede de basis vormen voor de stichting van de Katholiek Apostolische Kerk. Toen de gebeden verhoord werden, te beginnen in het zuidwesten van Schotland, geloofde Stewart echter niet dat dit het werk van de Heilige Geest was. 

## Overige activiteiten
Stewart was verder actief in de London Society for Promoting Christianity among the Jews, de  Church Missionary Society en de Protestant Reformation Society. Hij bouwde zijn eigen kapel in Liverpool, waar hij diende van 1830 tot 1846. In zijn laatste jaren was hij rector van Limpsfield in Surrey, waar hij op 77-jarige leeftijd overleed.